# Mouzaki (ort i Grekland)
Mouzaki är en ort i Grekland.   Den ligger i prefekturen Nomós Zakýnthou och regionen Joniska öarna, i den sydvästra delen av landet, 260 km väster om huvudstaden Aten. Mouzaki ligger 106 meter över havet och antalet invånare är 1 702. Den ligger på ön Zakynthos.
Terrängen runt Mouzaki är kuperad åt sydväst, men åt nordost är den platt. Havet är nära Mouzaki åt sydost.  Närmaste större samhälle är Zákynthos, 8,1 km nordost om Mouzaki. I omgivningarna runt Mouzaki växer i huvudsak blandskog.